# Emil Voigt (lekkoatleta)
Emil Robert Voigt (ur. 31 stycznia 1883 w Manchesterze, zm. 16 października 1973 w Auckland) – brytyjski lekkoatleta długodystansowiec, mistrz olimpijski.
Urodzony w Ardwick (dzielnicy Manchesteru) w rodzinie pochodzącej z Niemiec Voigt zdobył mistrzostwo Wielkiej Brytanii (AAA) w biegu na 4 mile w 1908 na 10 dni przed igrzyskami olimpijskimi w Londynie. Był jednym z faworytów biegu na 5 mil rozgrywanego na tych Igrzyskach i nie zawiódł, zwyciężając z przewagą ok. 70 jardów. Dystans 5 mil był rozgrywany tylko podczas tych igrzysk (a także olimpiady letniej 1906). Został później zastąpiony biegami na 5000 metrów i na 10 000 metrów.
Voigt obronił tytuł AAA na 4 mile w 1910, a w 1910 został mistrzem AAA w biegu na 1 milę, po czym zakończył wyczynowe uprawianie lekkiej atletyki.
Ukończył magisterskie studia politechniczne. W 1911 wyjechał do Australii, gdzie założył stację radiową specjalizującą się w transmisjach walk zapaśniczych. Przez 12 lat był prezesem australijskiej federacji nadawców radiowych. Podczas I wojny światowej powrócił do Wielkiej Brytanii i prowadził zakład spawalniczo-lutowniczy. W 1921 pojechał znowu do Australii, gdzie działał w branży radiowej. W 1948 przeniósł się do Nowej Zelandii, gdzie w 1973 zmarł.
Voigt twierdził, że mistrzostwo olimpijskie zdobył dzięki temu, iż był wegetarianinem, abstynentem i nie palił tytoniu.